# Anselm Weyer
Anselm Weyer (* 1976 in Darmstadt) ist ein deutscher Journalist und Autor. Er lebt in Arnsberg.

## Leben
Nach seiner Promotion zu Günter Grass bei Volker Neuhaus an der Universität zu Köln arbeitete Weyer als Wissenschaftlicher Mitarbeiter für die Günter-Grass-Stiftung in Bremen. Später war er als Lektor und Redakteur beim Berliner Architekturverlag DOM publishers angestellt, wo er den Architekturführer Köln sowie den Architekturführer Sauerland publizierte.
Er schrieb unter anderem für die Neue Musikzeitung und Feinschwarz.net. Für den Greven Verlag Köln verfasste er 2016 das erzählende Sachbuch Liturgie von links über Dorothee Sölle und das Politische Nachtgebet. Seit 2015 erscheint seine historische Artikel-Serie Spurensuche in der Kölnischen Rundschau. 
Auf seiner Artikelserie Babylon Köln in der Kölnischen Rundschau basiert sein True-Crime-Erzählband Die Insel der Seligen. Dieses Buch, gestaltet von Clara Neumann, wurde 2023 vom Börsenverein des Deutschen Buchhandels und der Stiftung Buchkunst als Deutschlands schönstes Regionalbuch in der Kategorie Literatur & Belletristik ausgezeichnet. Die vergessene Geschichte der Brüder Heitger verarbeitete er zu seinem „wahren Krimi“ Wie die ruchlosen Brüder Heitger und ihre Spießgesellen eine Blutspur durch halb Deutschland zogen. Das von Birgit Kappler und Christina Schmid gestaltete Buch schaffte es auf die Shortlist für die schönsten Bücher Deutschlands 2024 und für das schönste Regionalbuch Deutschlands 2024.
Als Musiker gehörte Weyer unter anderem mit Radek Stawarz zur Begleitband von Franz Kasper und spielte auf seinen auf Day-Glo Records publizierten Alben sowie seinen Konzerten (Trompete, Bass, Mundharmonika, Klavier und Gitarre). Außerdem spielte er auf dem Debütalbum sowie auf Konzerten von Sebastian Ruin – unter anderem gemeinsam mit Micki Meuser.

## Veröffentlichungen
- Günter Grass und die Musik. Peter Lang, Frankfurt am Main 2006, ISBN 3-631-55593-8.
- Liturgie von links. Dorothee Sölle und das Politische Nachtgebet in der Antoniterkirche. Greven Verlag, Köln 2016, ISBN 978-3-7743-0670-7.
- Architekturführer Sauerland. DOM publishers Berlin 2020, ISBN 978-3-86922-573-9.
- Architekturführer Köln. DOM publishers, Berlin 2021, ISBN 978-3-86922-454-1.
- Die Insel der Seligen. Köln 1918–1926. True Crime. Greven, Köln 2022, ISBN 978-3-7743-0949-4.
- Wie die ruchlosen Brüder Heitger und ihre Spießgesellen eine Blutspur durch halb Deutschland zogen. Wahrer Krimi. Greven Verlag, Köln 2023, ISBN 978-3-7743-0956-2.

## Herausgeber
- Mit Volker Neuhaus: Küchenzettel. Essen und Trinken im Werk von Günter Grass. Peter Lang, Frankfurt am Main 2007, ISBN 978-3-631-57072-2.
- Mit Volker Neuhaus (Hrsg.): Von Katz und Maus und mea culpa: Religiöse Motive im Werk von Günter Grass. Peter Lang, Frankfurt am Main 2013, ISBN 978-3-631-62632-0.

## Diskografie
- Franz Kasper: The Free Wheeling (Day-Glo Records / Rough Trade), 2001
- Franz Kasper: The New Rockin’ Chair (Day-Glo Records / Rough Trade), 2002
- Franz Kasper: Don't Forget to Say No, Baby (Day-Glo Records / Rough Trade), 2004
- Franz Kasper: The Grasshopper and Me (Day-Glo Records / Rough Trade), 2005
- Franz Kasper: Man with a Dog (Day-Glo Records / Rough Trade), 2007
- Sebastian Ruin: Sebastian Ruin (9a music), 2010
- Franz Kasper: Up to You, Up to Me (single), 2011
- Franz Kasper: Did the Devil Not Corrupt You? (Day-Glo Records / Rough Trade), 2012